# Понтійська мова

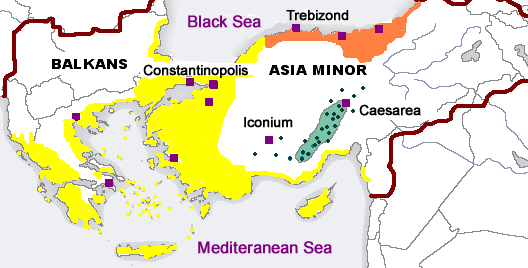
поширення грецької мови в пізньовізантійський період XII—XV сторіч. Жовтим кольором зображено пізньовізантійське койне — майбутню основу новогрецької мови, помаранчевим — понтійську мову, зеленим — каппадокійську мову

Понтійська мова (також понтійська грецька, понтійський діалект; грец. Ποντιακή διάλεκτος, Ποντιακή γλώσσα) — умовне найменування кількох груп діалектів, на яких говорило грецьке і елінізоване населення південного узбережжя Чорного моря (греки — понтійці) в Малій Азії (особливо історичної області Понт) у середньовіччя та новий час. У грецькомовних джерелах розглядається як діалект грецької. Як і останній, належить до грецької групи. Загальна кількість носіїв — близько 324 тис., постійно скорочується через асиміляційні процеси. Мова не має офіційного статусу.

## Історія
Битва при Манцикерті призвела до поступової втрати контролю Візантії над Малою Азією. У цей період починається відокремлюватися каппадокійська мова. Місто Трапезунд (Трабзон) залишається анклавом Візантії, а в 1204 — 1461 роках є центром Трапезундської імперії, поступово втрачаючи свої території під натиском тюрків. Поширення понтійського мови в цілому збігається з територією Трапезундської імперії 13-14 століть. Але, місцеве грецьке і елінізоване населення було менше асимільоване. Так виникла понтійська мова. Її позиції похитнулися після того, як у 1922 — 1923 роках було проведено Грецько-турецький обмін населенням. Значна кількість носіїв опинилася в СРСР, де багато хто перейшов на російську мову. Після масової репатріації греків-понтійців до Греції на початку 90-х робляться спроби його відродження там. Так у 2006, в Салоніках було відкрито театр понтійської мови.

## Характеристика
Понтійська мова, як і споріднена з нею, але ще більш потурчена каппадокська мова — певний залишковий діалект середньогрецької (візантійської) мови Малої Азії, що остаточно відокремився і не зазнав впливу сучасної дімотіки, а тому досить архаїзований. Лексика і фонетика понтійської мови багато в чому зберігають ранньовізантійські і навіть класичні античні риси часів давньогрецької колонізації і давньогрецького койне, водночас морфологія близька середньогрецький. Архаїзми понтійської, як і каппадокійської мають переважно давньоіонічне походження. Іншомовний вплив є помітним, на відміну від новогрецької він має переважно азійський характер (вірменський, грузинський, турецький). При цьому він менш помітний, ніж у каппадокійській, де тюркізація спричинила злам граматичного ладу мови.

## Діалекти
Грецький мовознавець Маноліс Тріандафіллідіс пропонує наступну діалектну класифікацію для понтійської мови:
- Західно-понтійські діалекти (ніотічні діалекти) на ділянці Синоп — Ун'є.
- Східно-понтійські діалекти на схід від Ун'є, які у свою чергу підрозділяються на:
  - Прибережні в районі Трабзона,
  - Континентальні групи говірок (халдіотські) у місцевості Халді (міста Гюмюшхане, грец. Аргіруполіс або понтійське Канин), а також сусідні Келькіт, Байбурт, Орду.

Континентальні різновиди є найбільш тюркізованними, в них також помітно сильний субстратний і адстратний вплив інших мов, але саме вони і досі зберігаються в сільській місцевості гірських регіонів Туреччини.
До початку XIV століття ареал розповсюдження понтійської мови носив суцільний характер, охоплюючи всі південне узбережжя Чорного моря і зливаючись на заході з власне візантійською мовою, з якої склалася новогрецька мова. Поступова тюркізація мовців в Османській імперії, а потім і в Туреччини призвела до розпаду ареалу на кілька ізольованих населених пунктів. В наш час[коли?] найчисленнішими є носії халдіотської говірки. Всі вони наразі сповідують іслам і мають турецьку самосвідомість.
Халдіотська говірка має сильний турецький вплив на всіх рівнях аж до сингармонізму (Мірабель, 1965). Вона багато в чому нагадує вже вимерлий фарасіотський діалект каппадокійської грецької мови Малої Азії (місто Фараса, село Девелі поруч з Кайсері, селища Афшар-Кею, Чукурі).

## Сучасна оцінка числа носіїв мови
- Греція: з понтійською мовою знайомі до 200 тис. громадян Греції (2001, оцінка). Рідною мовою вважається лише для кілька сотень осіб віком понад 80 років. Основна маса греко-понтійських переселенців з країн СНД русифіковані. Молоді покоління понтійських переселенців 20-х — 30-х років перейшли на стандартну новогрецьку мову, хоча багато хто знайомий з понтійською з мови старших поколінь. Здебільшого це греки з Македонії та Західної Фракії.
- Туреччина: надійних даних щодо числа осіб, які володіють понтійською мовою, немає. Офіційне опитування проводилося востаннє 1965 року. Згідно з сучасними дослідженнями, нараховується десь 5 тис. носіїв понтійської мови у Туреччині[1].

Населені пункти:
- - округ Тонья: (37 сіл)
  - округ Сюрмене: (16 сіл)
  - округ Дернекпазарі: (13 сіл)
  - Мачка: дані відсутні
  - Торул, Яглідере, Санта (Думанли), Кромні: дані відсутні

## Понтійська абетка
| Грецька абетка | Турецька абетка | Російська абетка | IPA     | Приклади                            |
| -------------- | --------------- | ---------------- | ------- | ----------------------------------- |
| Α α            | A a             | А а              | [a]     | ρομεικα, romeyika, ромейика         |
| Β β            | V v             | В в              | [v]     | κατιβενο, kativeno, кативено        |
| Γ γ            | Ğ ğ             | Г г              | [ɣ] [ʝ] | γανεβο, ğanevo, ганево              |
| Δ δ            | DH dh           | Д д              | [ð]     | δοντι, dhonti, донти                |
| Ε ε            | E e             | Е е              | [e]     | εγαπεςα, eğapesa, егапеса           |
| Ζ ζ            | Z z             | З з              | [z]     | ζαντος, zantos, зантос              |
| ΖΖ ζζ          | J j             | Ж ж              | [ʒ]     | πυρζζυας, burjuvas, буржуас         |
| Θ θ            | TH th           | С с, Ф ф, Т т    | [θ]     | θεκο, theko, теко                   |
| Ι ι            | İ i             | И и              | [i]     | τοςπιτοπον, tospitopon, тоспитопон  |
| Κ κ            | K k             | К к              | [k]     | καλατζεμαν, kalaceman, калачеман    |
| Λ λ            | L l             | Л л              | [l]     | λαλια, lalia, лалиа                 |
| Μ μ            | M m             | М м              | [m]     | μανα, mana, мана                    |
| Ν ν            | N n             | Н н              | [n]     | ολιγον, oliğоn, олигон              |
| Ο ο            | O o             | О о              | [o]     | τεμετερον, temeteron, теметерон     |
| Π π            | P p             | П п              | [p]     | εγαπεςα, eğapesa, егапеса           |
| Ρ ρ            | R r             | Р р              | [ɾ]     | ρομεικα, romeyika, ромейка          |
| Σ ς            | S s             | С с              | [s]     | καλατζεπςον, kalacepson, калачепсон |
| ΣΣ ςς          | Ş ş             | Ш ш              | [ʃ]     | ςςερι, şeri, шери                   |
| Τ τ            | T t             | Т т              | [t]     | νοςτιμεςα, nostimesa, ностимеса     |
| ΤΖ τζ          | C c             | Ч ч              | [ʤ]     | καλατζεμαν, kalaceman, калачеман    |
| ΤΣ τς          | Ç ç             | Ц ц              | [tʃ]    | μανιτςα, maniça, маница             |
| Υ υ            | U u             | У у              | [u]     | νυς, nus, нус                       |
| Φ φ            | F f             | Ф ф              | [f]     | εμορφα, emorfa, эморфа              |
| Χ χ            | H, KH (sert H)  | Х х              | [x]     | χαςον, hason, хасон                 |